# Saint-Marcan
Saint-Marcan è un comune francese di 464 abitanti situato nel dipartimento dell'Ille-et-Vilaine nella regione della Bretagna.

## Società

### Evoluzione demografica
Abitanti censiti